# واد الشجرة (الملاليين)
واد الشجرة هو دُوَّار يقع بجماعة ملاليين، إقليم تطوان، جهة طنجة تطوان الحسيمة في المملكة المغربية. ينتمي الدوّار لمشيخة الملاليين التي تضم 8 دواوير. يقدر عدد سكانه بـ 776 نسمة حسب الإحصاء الرسمي للسكان والسكنى لسنة 2004.

## روابط خارجية
- البوابة الوطنية للجماعات الترابية
- المندوبية السامية للتخطيط